# Attila Ádám
Attila Ádám es un deportista húngaro que compitió en piragüismo en la modalidad de aguas tranquilas. Ganó dos medallas en el Campeonato Mundial de Piragüismo, plata en 1991 y bronce en 1998.

## Palmarés internacional
| Campeonato Mundial | Campeonato Mundial | Campeonato Mundial | Campeonato Mundial |
| Año                | Lugar              | Medalla            | Evento             |
| ------------------ | ------------------ | ------------------ | ------------------ |
| 1991               | París (Francia)    | Medalla de plata   | K4 500 m           |
| 1998               | Szeged (Hungría)   | Medalla de bronce  | K2 1000 m          |